# فرودگاه آب‌نشین اسکاتس
فرودگاه آب‌نشین اسکاتس (به انگلیسی: Scotts Seaplane Base) یک فرودگاه همگانی بهره‌برداری هوایی است که یک باند فرود آب دارد و طول باند آن ۲۴۳۸ متر است. این فرودگاه در کشور ایالات متحده آمریکا قرار دارد و در ارتفاع ۳۴۱ متری از سطح دریا واقع شده است.